# Vireo leucophrys
El vireo coronipardo (Vireo leucophrys), también denominado verderón montañero (en Colombia), vireo montañés, vireo montañero (en Costa Rica), vireo gorripardo (en Ecuador), vireo corona café (en Honduras), vireo gorra parda (en México), vireo de gorro pardo (en Perú) o julián chiví gorro marrón (en Venezuela), es una especie de ave paseriforme de la familia Vireonidae perteneciente al numeroso género Vireo. Es nativa de México, América Central y del Sur. 

## Distribución y hábitat
Se distribuye desde el noreste de México, al sur a través de Guatemala, El Salvador, Honduras, Nicaragua, Panamá hasta Colombia, y a lo largo de los Andes desde el noroeste de Venezuela, por Colombia, Ecuador, hasta el sureste de Perú y norte de Bolivia.
Esta especie es considerada común en su hábitat natural: el dosel y los bordes de selvas montanas entre los 1300 y los 2500 m de altitud, hasta los 600 m en el oeste de Ecuador.

## Sistemática

### Descripción original
La especie V. leucophrys fue descrita por primera vez por el naturalista francés Frédéric de Lafresnaye en 1844 bajo el nombre científico Hylophilus leucophrys; la localidad tipo es: «Colombia».

### Taxonomía
Algunas veces ha sido colocada en un género propio, Melodivireo. A menudo ha sido considerada conespecífica con Vireo gilvus, pero las dos difieren en plumaje y algunas vocalizaciones. Las subespecies norteñas que forman el «grupo amauronotus» (eleanorae, dubius, amauronotus, strenuus, bulli, palmeri) han sido tratadas como formando una especie separada, diferente de aquella consistente de las subespecies restantes (en Costa Rica, Panamá y Sudamérica), pero esto requiere mejores evidencias. La subespecie propuesta disjunctus (desde Antioquia, en Colombia) es tratada como sinónimos de dissors.

### Subespecies
Según la clasificación del Congreso Ornitológico Internacional (IOC) se reconocen catorce subespecies, con su correspondiente distribución geográfica:
- Vireo leucophrys eleanorae Sutton & Burleigh, 1940 - noreste de México (suroeste de Tamaulipas al sur hasta el norte de Hidalgo).
- Vireo leucophrys dubius (A.R. Phillips, 1991) - centro este de México (cerca de Ciudad Victoria, en Tamaulipas).
- Vireo leucophrys amauronotus Salvin & Godman, 1881 - sureste de México (noreste de Puebla al este hasta el centro oeste de Veracruz).
- Vireo leucophrys strenuus Nelson, 1900 - sur de México (norte de Chiapas).
- Vireo leucophrys bulli Rowley, 1968 - suroeste de México (sureste de Oaxaca).
- Vireo leucophrys palmeri ( A.R. Phillips, 1991) - montañas de Honduras, posiblemente también en el norte de El Salvador.
- Vireo leucophrys costaricensis ( Ridgway, 1903) - centro de Costa Rica (Cordillera de Tilarán).
- Vireo leucophrys chiriquensis (Bangs, 1903) - sur de Costa Rica, oeste de Panamá.
- Vireo leucophrys dissors J.T. Zimmer, 1941 - sur de Costa Rica, oeste y este de Panamá, y noroeste de Colombia (Andes centrales y occidentales, al sur por la pendiente occidental hasta el oeste de Nariño).
- Vireo leucophrys mirandae Hartert, 1917 - norte de Colombia (Sierra Nevada de Santa Marta) y noroeste de Venezuela (Zulia, y Táchira al este hasta Sucre).
- Vireo leucophrys josephae P.L. Sclater, 1859 - suroeste de Colombia (Andes centrales en Nariño) y oeste de Ecuador.
- Vireo leucophrys leucophrys (Lafresnaye, 1844) - al este de los Andes desde Colombia al sur hasta el centro de Perú.
- Vireo leucophrys maranonicus J.T. Zimmer, 1941 - norte de Perú (ambas pendientes de los Andes occidentales, al oeste del río Marañón).
- Vireo leucophrys laetissimus (Todd, 1924) - sureste de Perú y norte de Bolivia (La Paz y Cochabamba).